# Kidnappningen av Daniel och Paulina Brolin
Kidnappningen av Daniel och Paulina Brolin är ett gisslandrama som ägde rum 1998. Under en missionsvistelse i Ryssland kidnappades de unga pingstvännerna Daniel och Paulina Brolin från Västerås den 8 januari 1998 i delrepubliken Dagestan. De greps av okända män, ikläddes huvor och handbojor samt fördes till en fängelsehåla med jordgolv i Tjetjenien, och blev frigivna först i juni samma år. Under kidnappningen som varade i 165 dagar fick paret bokstavligen leva på vatten och bröd och mot slutet av fångenskapen utsattes Daniel Brolin för misshandel.
Under 2000-talets första decennium flyttade de till Thailand för att missionera där.

## Mer läsning
- Brolin, Daniel; Brolin Paulina, Sverker Jonatan (2002). 165 dagar: ett kidnappningsdrama. Örebro: Libris. Libris 8656077. ISBN 91-7195-493-7

### Fotnoter
1. ↑  ”Läget sämre för kidnappade svenskparet”. Aftonbladet. 25 mars 1998. http://wwwc.aftonbladet.se/nyheter/9803/25/telegram/inrikes17.html. Läst 20 juni 2012.
2. ↑  ”Brolins väninna mållös av beskedet”. Aftonbladet. 24 juni 1998. http://wwwc.aftonbladet.se/nyheter/9806/24/telegram/inrikesnyttnf.html. Läst 20 juni 2012.
3. ↑  TV4 Riks 2000-03-05 19.00 Nära ögat Svensk Mediedatabas. Åtkomst 5 oktober 2013.
4. ↑  Intervju i Nyhetsmorgon 2013-07-07
5. ↑  Tobias Eriksson (25 februari 2008). ”Vi fick en andra chans att leva”. Svenska Dagbladet. http://www.svd.se/nyheter/inrikes/vi-fick-en-andra-chans-att-leva_1832983.svd. Läst 20 juni 2012.